# XIVe siècle av. J.-C.
IIIe millénaire av. J.-C. |
IIe millénaire av. J.-C. |
Ier millénaire av. J.-C.
../.. |
XVIe siècle av. J.-C. |
XVe siècle av. J.-C. |
XIVe siècle av. J.-C. |
XIIIe siècle av. J.-C. |
XIIe siècle av. J.-C. |
../..
Années 1390 av. J.-C. | Années 1380 av. J.-C. | Années 1370 av. J.-C. | Années 1360 av. J.-C. | Années 1350 av. J.-C. 
 Années 1340 av. J.-C. | Années 1330 av. J.-C. | Années 1320 av. J.-C. | Années 1310 av. J.-C. | Années 1300 av. J.-C.
Voir aussi : Liste des siècles, Chiffres romains

## Événements
- 1350-1250 av. J.-C. : phase Bajío du site de San Lorenzo au Mexique ; construction de grands bâtiments publics[1].
- Développement du nomadisme pastoral dans les steppes de l'Asie centrale ; le bétail est surveillé à cheval[2].

### Proche-Orient
- 1400-1250 av. J.-C. : apogée d’Ougarit en Phénicie[4]. Écriture alphabétique attestée par les textes d’Ougarit vers 1400-1200 av. J.-C.[5]. Les scribes utilisent l’écriture cunéiforme pour transcrire un alphabet de 30 signes, qui rendent les consonnes. Sous cette forme, le système ne survivra pas à la chute de la ville.
- Vers 1380-1336 av. J.-C.[6] : règne de Suppiluliuma Ier, qui mène l'Empire hittite à son apogée[7]. Affaiblissement du royaume hourrite du Mitanni attaqué par le roi hittite Suppiluliuma ier dans la seconde moitié du siècle. Émancipation de l'Assyrie sous Assur-uballit ier[8].

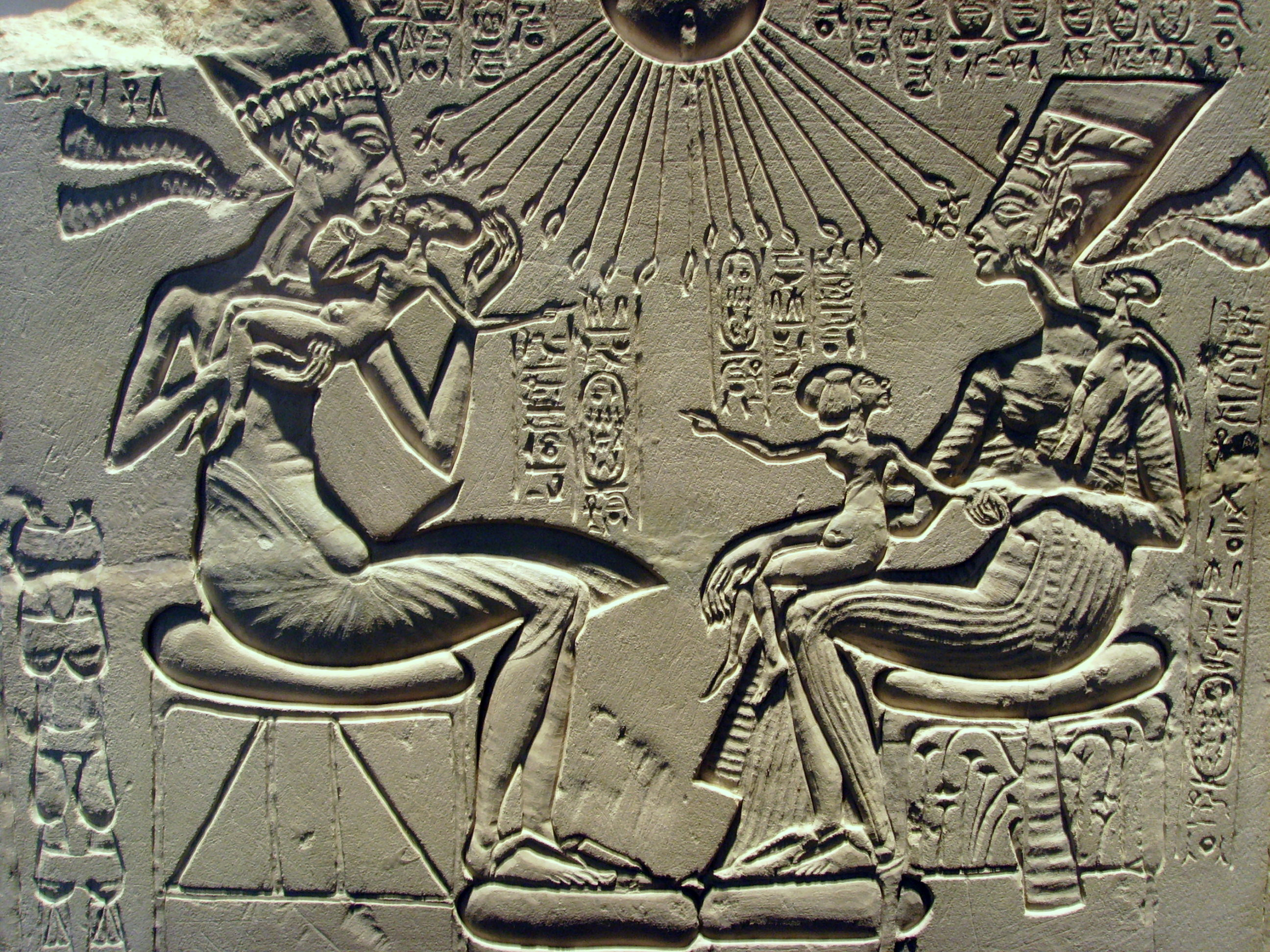
Autel domestique avec Akhénaton, Néfertiti et trois de leurs filles.

- 1372-1350 av. J.-C. : Akhetaton (Amarna) est l’éphémère capitale du pharaon Akhenaton dédiée au dieu-soleil Aton, abandonnée quelques années après sa mort[9]. L'art amarnien révolutionne les canons artistiques classiques.
- Vers 1352 av. J.-C. : mort du jeune Toutânkhamon, enseveli dans une tombe richement fournie de la vallée des rois[7].
- Vers 1320-1295 av. J.-C. : naufrage de l'épave d'Uluburun retrouvée au sud de Kaş en Turquie dans la Mer Méditerranée, transportant des lingots de cuivre chypriote et des lingots d'étain[10].

- Raid des Lukka (pirates originaires du sud-ouest de l’Anatolie) sur le royaume d’Alashiya de Chypre. Ils sont employés comme mercenaires par les Hittites et participent à la bataille de Qadesh[11].
- Reliefs gravés ou sculptés d’Alaca Hüyük, en Anatolie : grands sphinx des montants des portes traités en protomés, bas-relief des orthostates traités en méplat selon le mode traditionnel hittite (XIVe-XIIIe siècle av. J.-C.). Relief du dieu guerrier gardien de la « porte du roi » à Hattusa (XIVe siècle av. J.-C.)[3].
- Patère d’or d’Ougarit avec son décor repoussé en zones concentriques et ses scènes de chasse, révélant un niveau exceptionnel dans l’orfèvrerie (XIVe-XIIIe siècle av. J.-C.)[12].

### Europe
- 1400-1300 av. J.-C. : poussée glaciaire attestée par la tourbière du glacier de Fernau (Tyrol)[13]. La langue terminale du glacier, à 750 m en avant du maximum de 1850, atteint sa plus grande extension de l’âge postglaciaire.

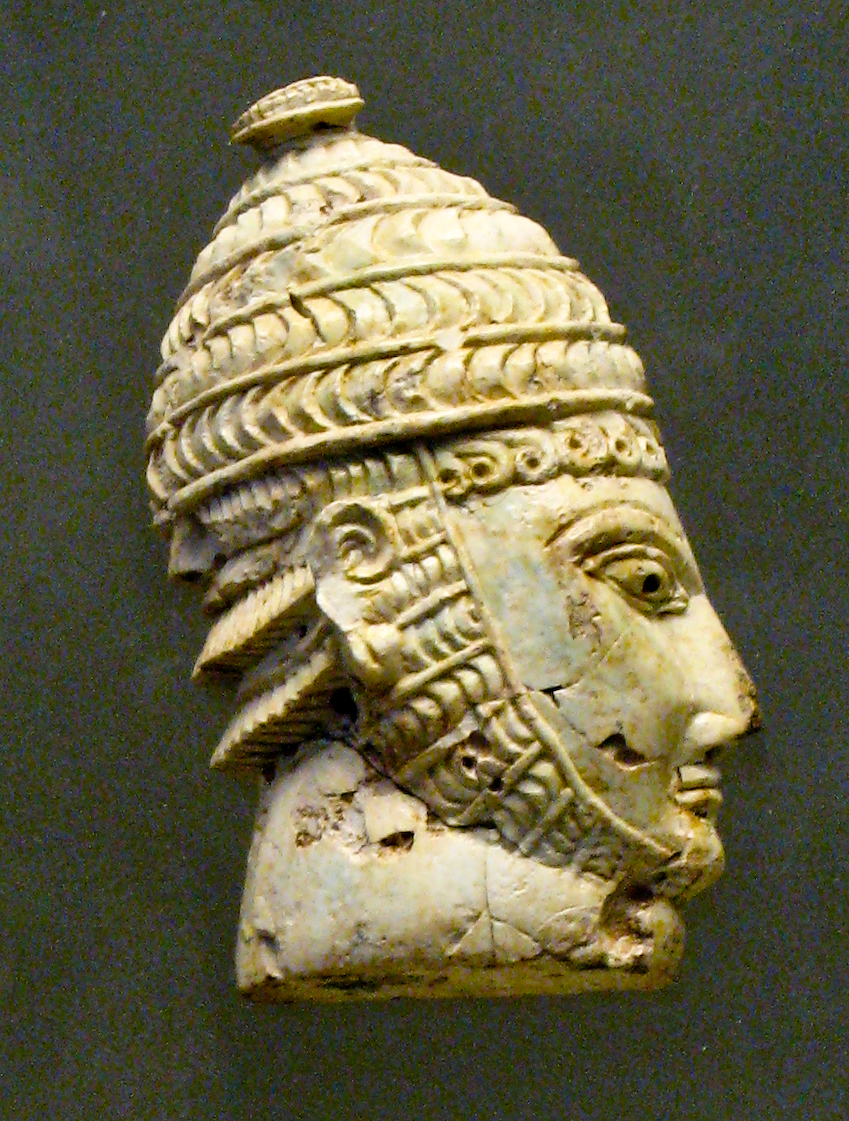
Tête de guerrier en ivoire portant un casque de défense des sanglier. Tombe mycénienne, XIV-XIIIe siècle.

- Vers 1400-1300 av. J.-C. : bronze récent III A en Grèce[17]. Des contacts avec la civilisation mycénienne sont établis à Thapsos, au large de Syracuse, à Scoglio del Tonno dans le golfe de Tarente, en Sardaigne au XIIIe siècle av. J.-C. et à Ischia sur la côte Tyrrhénienne[18],[19].
  - 1400–1370 av. J.-C. : Helladique Récent III A1 en Grèce[20]. Construction des palais de Tirynthe et de Pylos[16]. L’écriture linéaire B, qui transcrit une forme archaïque de grec, apparait en Crète, dans le palais de Cnossos à la fin du Minoen récent III A1 (1400–1350 av. J.-C.). Des tablettes en linéaire B datant de la seconde moitié, soit 120 à 170 ans plus tard du XIIIe siècle av. J.-C. sont découvertes dans les palais de Mycènes, Pylos, Thèbes, Tirynthe[21].
  - 1370–1340 av. J.-C. : Helladique Récent III A2 en Grèce[20]. Apogée de la civilisation mycénienne.
  - 1340–1190 av. J.-C. : Helladique Récent III B en Grèce[20]. Tombe tholos, de type mycénien, en Épire (Parga) et en Thessalie (Volos)[22]. Construction d’un palais à Athènes[23]
- 1380-1120 av. J.-C. : sanctuaire mycénien des Phylakopi de Mélos[16].
- Vers 1370 av. J.-C. : sarcophage d'Aghia Triada en Crète[24].
- Vers 1350-1330 av. J.-C. : reconstruction du palais et enceinte cyclopéenne à Mycènes, alors à son apogée, sous le règne du roi légendaire Persée, époux d’Andromède[25].